# Gråbrødre Kloster (Odense)
 For alternative betydninger, se Gråbrødre Kloster. (Se også artikler, som begynder med Gråbrødre Kloster)
Gråbrødre Kloster er resterne af franciskanerklosteret på hjørnet af Jernbanegade og Gråbrødre Plads i Odense. Klosteret blev grundlagt i 1279 og blev indviet den 9. august samme år. Grunden, som klosteret ligger på, blev skænket af kong Erik Klipping med henblik på, at kongefamilien skulle begraves i Gråbrødrekirke. Dronning Christine, kong Hans, den lille prins Frans, og senere Christian 2. blev gravlagt i Klosterkirken. Da kirken blev nedlagt i 1805, blev de kongelige begravelser overført til Odense Domkirke, Skt. Knud, den 7. februar 1805 klokken 5 om morgenen.
I 1343 fik klosteret kirken (Gråbrødre Kirke) tilknyttet.  I 1536 blev klosteret i forbindelse med reformationen inddraget under kongemagten (Christian 3.).  I 1539 blev klosteret nedlagt, og bygningerne tjente herefter som hospital for befolkningen på Fyn.
I begyndelsen af det 19. århundrede begyndte man at skille sig af med flere af klosterbygningerne, og i 1819 blev Gråbrødre Kirke revet ned. Klosteret er en selvstændig stiftelse, hvis formål er at stille boliger til rådighed for ældre og give dem gode og trygge vilkår.

## Galleri
- Set mod Gråbrødreplads.
- Set mod Jernbanegade.
- Set mod Jernbanegade.
- Set mod Jernbanegade.

55°23′47.96″N 10°23′8.58″Ø / 55.3966556°N 10.3857167°Ø